# Kirche Klings

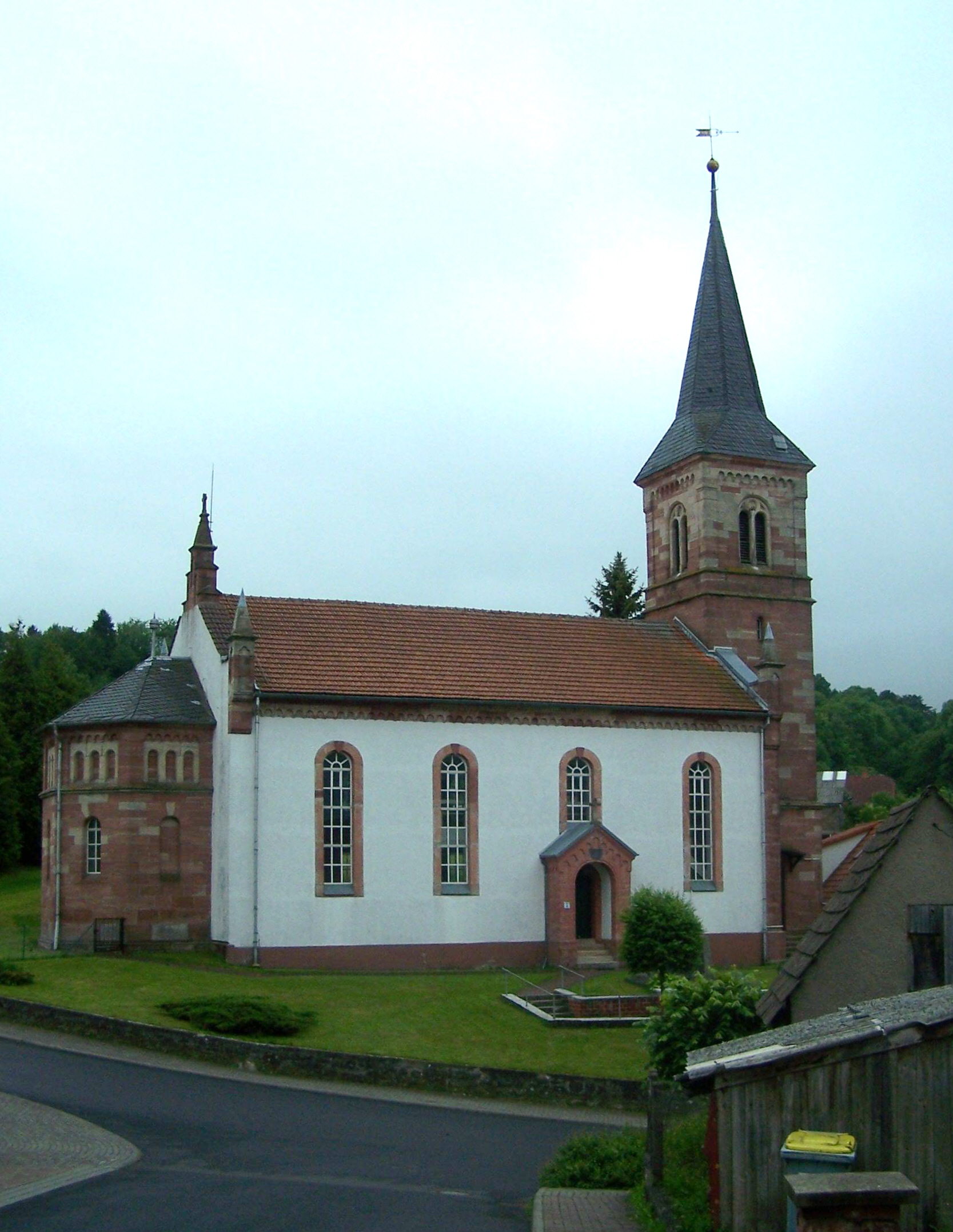
Kirche Klings

Die evangelisch-lutherische, denkmalgeschützte Kirche Klings steht in der Kirchbergstraße von Klings, einem Ortsteil der Stadt Kaltennordheim im Landkreis Schmalkalden-Meiningen in Thüringen. Die Kirchengemeinde Klings gehört zur Pfarrei Kaltennordheim im Kirchenkreis Bad Salzungen-Dermbach der Evangelischen Kirche in Mitteldeutschland.

## Geschichte
Im Jahre 1756 wurde die evangelische Kirche erbaut, die 1802 zusammen mit 30 Wohnhäusern völlig abbrannte. 1824 wurde die Saalkirche mit Emporen wieder eingeweiht. Bereits 50 Jahre später zerstörte das Dorf und die Kirche schon wieder ein Brand. 1879 fand dann die Einweihung der neuen Kirche statt, die in einem neuromanischen Baustil gebaut wurde.

## Beschreibung
Die heutige Saalkirche ist im Rundbogenstil erbaut. Sie hat im Westen den Kirchturm und im Osten einen eingezogenen polygonalen Chor, die beide steinsichtig sind während das mit einem Satteldach bedeckte Langhaus verputzt ist. Der Turm trägt einen spitzen achtseitigen schiefergedeckten Helm. An der nördlichen Längsseite des Kirchenschiffs befindet sich das Portal in einem Portikus. Der Chor hat ein Kreuzrippengewölbe, während das Kirchenschiff im mittleren Bereich zwischen den Emporen von einem offenen Dachstuhl überspannt ist.
Die Orgel wurde 1878 als opus 22 von Adam Eifert gebaut.